# Picadero Jockey Club
Il Picadero Jockey Club è stata una società polisportiva avente sede a Barcellona, in Spagna.

## Storia
Il club è stato fondato nel 1951 da Joaquín Rodríguez Roselló ed è esistito fino agli anni 80. Nel corso della sua storia è stato famoso per le sue squadre di pallacanestro (la sua sezione più nota), baseball, pallavolo e pallamano, che erano membri delle categorie superiori spagnole dei rispettivi sport.

## Palmarès
- Copa del Rey: 2

1964, 1968